# Гринвич (Њу Џерзи)
Гринвич (енгл. Greenwich) насељено је место без административног статуса у америчкој савезној држави Њу Џерзи.

## Демографија
По попису из 2010. године број становника је 2.755.
| Група             | 2000.    | 2010.         |
| Белци             | 0 (0,0%) | 1.865 (67,7%) |
| Афроамериканци    | 0 (0,0%) | 292 (10,6%)   |
| Азијати           | 0 (0,0%) | 305 (11,1%)   |
| Хиспаноамериканци | 0 (0,0%) | 247 (9,0%)    |
| Укупно            | 0        | 2.755         |